# Verveling
Verveling is een gevoel van lusteloosheid, van desinteresse, van hangerigheid, grenzend aan ergernis. In tegenstelling tot vrije tijd, die men verwelkomt, voelt verveling als afgedwongen en onaangenaam. In het verleden werd het ook wel 'acedia' (van het Griekse ακηδία, ‘a-kèdia’) genoemd, wat gemakzucht en traagheid betekent en het geldt als een van de zeven hoofdzonden. Een andere psychologische term is taedium vitae: afkeer van het bestaan.

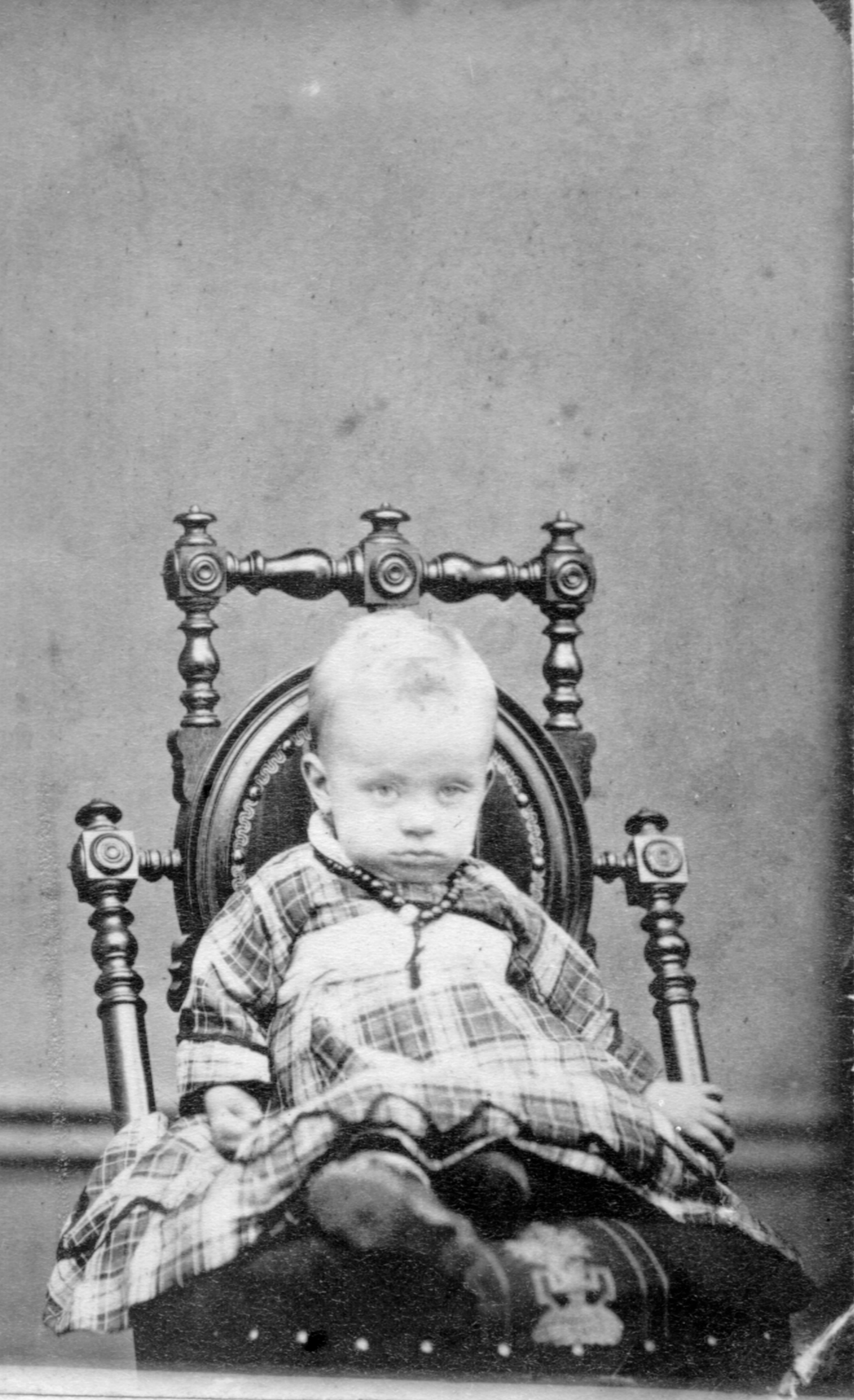

Verveling treedt op als alle dingen die leuk en interessant zijn om te doen niet kunnen of niet mogen, en men toch geen zin heeft om niets te doen. Verveling kan het gevolg zijn van een gebrek aan prikkels, bijvoorbeeld tijdens het wachten, of van bezigheden die als saai, eentonig of repetitief ervaren worden. Het is een onderwerp dat zowel in de filosofie, psychologie als pedagogiek beschreven wordt.

## Typologie
In 2006 verscheen een studie over het fenomeen verveling.
Er werd gekeken naar de manier waarop de verveling werd ervaren. Dat verschilde van kalm tot ongeduldig en van positief tot negatief. De studie beschreef vijf typen verveling:
- onverschillige verveling, gekenmerkt door een ontspannen, maar teruggetrokken houding
- onzeker, maar open voor afleiding
- rusteloos en op zoek naar verandering
- innerlijk sterk gemotiveerd om de huidige situatie te veranderen
- een apathische verveling, een gevoel van hulpeloosheid en depressie.

De meeste mensen ervaren maar één type van verveling die veelal samenhangt met hun persoonlijkheid.

## Pedagogiek
Het veelvuldig klagen over verveling begint vaak al in de kindertijd, wanneer de ouders het kind niet het goede voorbeeld geven om zichzelf bezig te houden. In plaats daarvan zijn zij overbezorgd en voortdurend met het kind doende, waardoor het niet beseft dat het niet voortdurend aandacht kan krijgen.
Ook op basisschool komt dit thema weer aan de orde: uit metingen blijkt dat bij 16% de verveling toeslaat.
Uit hetzelfde onderzoek, in 2014, bleek dat in het voortgezet onderwijs zich een kwart van de leerlingen regelmatig verveelt; bij de besten van de klas geldt dit voor meer dan helft.
Dit resulteert in regelmatig spijbelen, voortijdig schoolafbreken en drugsgebruik.

## Filosofie
"Verveling is het verlangen naar verlangens", schrijft Tolstoj in Anna Karenina. Daarmee bedoelt hij een futloze landerigheid, het nergens zin in hebben, een gebrek aan energie dat vaak resulteert in gapen en slaperigheid. Het kan ook resulteren in een gefrustreerde radeloosheid, het niet weten wat te doen, een ongedurigheid die kan leiden tot baldadigheid of zelfs vandalisme.
Vele existentieel-filosofen zoals Arthur Schopenhauer en Søren Kierkegaard hebben uitgebreid over het thema geschreven. Volgens Schopenhauer is Langeweile ("in de verveling duurt de tijd eindeloos") inherent aan de menselijke aard en bewijst het de zinloosheid van het bestaan. Anderzijds is verveling niet helemaal negatief omdat het de mens aanzet tot creativiteit.
Martin Heidegger onderscheidt verveling op grond van een bepaalde activiteit. Daarnaast noemt hij de anonieme verveling, zonder reden en zonder doel.
Blaise Pascal schreef over de verveling dat deze voor de mens "onverdraaglijk is, omdat hij zich in volkomen rust bevindt, zonder hartstocht, zonder verstrooiing, zonder zaken die om de aandacht vragen en zonder inspanning. Dan voelt hij zijn Niets, zijn Afhankelijkheid, zijn Onmacht en zijn Leegheid en Vertwijfeling."
Ook in het werk van Charles Baudelaire komt het begrip Ennui (verveling) regelmatig terug. Maar hij betrekt het op het leven van de mensen in de grote stad, die zich met angst en afkeer van het bestaan afgewend hebben. Baudelaire verbindt deze geestestoestand met het christelijk begrip van de zonde, naargeestigheid en een ongezonde fascinatie voor het kwaad.
Filosoof Emile Cioran beschrijft het gevoel ook met "de lege tijd, de totale leegheid", zoals hij die altijd gekend heeft. Zo was hij een keer in zijn geboorteland Roemenië en ervoer een aanval van verveling, een verdwijnen in het niets. Hij kon zich er niet tegen verzetten en niet door zelfreflectie van bevrijden. Hij ervoer het niet als een deprimerende staat van zijn, maar, als niet-gelovige, als een mogelijkheid om Het Absolute te ervaren, zoals bij de laatste ademtocht.
Friedrich Nietzsche beschouwt verveling als "de onaangename windstilte van de ziel waarin je met jezelf geconfronteerd wordt." Ook is hij van mening dat wij in het keurslijf van het werk gevangen zitten. Veelal werken we, volgens hem, om het werk zelf. Pas als we daaraan ontsnappen komt er ruimte voor verveling. Hij noemt het "rustige bewegelijkheid" die voor kunstenaars en filosofen de weg naar het geluk is.
Bertrand Russel zegt over verveling:
"Een generatie die geen verveling verdraagt, zal een generatie zijn van kleine mensen, van mensen die totaal vervreemd zullen zijn van de langzame processen van de natuur, van mensen in wie elke vitale impuls langzaam sterft, alsof ze bloemen in een vaas zijn."
Schopenhauer zag verveling als een stemming, waarvan alleen middelmatige mensen last kunnen hebben, maar een grote geest (zoals hij) zal zich nooit vervelen, omdat hij altijd over een innerlijke rijkdom beschikt.
Anderen zijn van mening, dat in deze samenleving die vooral gericht is op consumeren en lolmaken, de verveling het logische gevolg is op de overvloed aan indrukken en ervaringen en leidt tot decadentie.

## Uit verveling
De filosoof Awee Prins is in 2007 gepromoveerd op het boek Uit verveling.
Prins heeft zich zijn hele leven verveeld. Hij beschrijft het als een vaag, onbestemd gevoel en vraagt zich regelmatig af, of het leven niet meer te bieden heeft. Hij had het zich íntenser en kleurrijker voorgesteld. Soms voelt hij zich een acteur in Wachten op Godot van Samuel Beckett.
In vroegere tijden kende men het thema niet. Toen gold: ora et labora (bid en werk). Mensen leidden een bezield leven, in samenhang met God. De moderne mens is, volgens Prins, snel verveeld. Hoe beter het met de mensen gaat, hoe meer afleiding ze nodig hebben. Met een citaat van T.S. Eliot spreekt Prins over "holle mensen, die volgevreten zijn. De wereld zal niet eindigen met een grote knal, maar met holle mensen vol met stro."
In dit verband rept hij ook over de talkshows op de televisie, waar alles kort en snel moet om de tomeloze verveling tegen te gaan.
Volgens Prins ontstaat verveling, wanneer men zijn leven niet ter hand neemt. Je lȧȧt je leven. Het duidt op gebrek aan concentratie en geduld. Je verveelt je niet, wanneer je oog hebt voor de alledaagsheid. Met de toenemende techniek leeft de mens in een ratrace. Hij pleit voor onthaasting in plaats van versnelling. Niemand heeft recht op geluk en hij verwijst naar Kierkegaard, met de spreuk: " De deur van het geluk gaat naar binnen open."